# 2025年亚洲冬季运动会速度滑冰比赛
2025年亚洲冬季运动会速度滑冰比赛是2025年亚洲冬季运动会的一个比赛项目，于2025年2月8日至11日在中国哈尔滨市的黑龙江省冰上训练中心速滑馆进行，此次比赛共设14个小项，包括7个男子小项和7个女子小项，是本届亚冬会产生金牌数量最多的项目。

## 赛程
以下是速度滑冰项目的具体赛程安排：
| 日期    | 时间  | 项目         |
| ------- | ----- | ------------ |
| 2月8日  | 12:00 | 男子100米    |
| 2月8日  | 12:29 | 女子100米    |
| 2月8日  | 13:20 | 男子1500米   |
| 2月8日  | 14:27 | 女子1500米   |
| 2月9日  | 12:00 | 女子500米    |
| 2月9日  | 12:55 | 男子5000米   |
| 2月9日  | 14:51 | 女子团体竞速 |
| 2月10日 | 12:00 | 男子500米    |
| 2月10日 | 13:02 | 女子3000米   |
| 2月10日 | 14:07 | 男子团体竞速 |
| 2月11日 | 12:00 | 男子1000米   |
| 2月11日 | 13:15 | 女子1000米   |
| 2月11日 | 14:23 | 男子团体追逐 |
| 2月11日 | 14:54 | 女子团体追逐 |

## 奖牌榜
*   主办国家/地区（中国）
| 排名                     | 国家 / 地区              | 金牌 | 銀牌 | 銅牌 | 总计 |
| ------------------------ | ------------------------ | ---- | ---- | ---- | ---- |
| 1                        | 中国*                    | 11   | 5    | 5    | 21   |
| 2                        | 韩国                     | 3    | 5    | 4    | 12   |
| 3                        | 日本                     | 0    | 3    | 3    | 6    |
| 4                        |                          | 0    | 1    | 1    | 2    |
| 5                        | 中华台北                 | 0    | 0    | 1    | 1    |
| 总计（共5个国家 / 地区） | 总计（共5个国家 / 地区） | 14   | 14   | 14   | 42   |

## 奖牌得主

### 男子
| 项目     | 金牌                                            | 金牌       | 银牌                                           | 银牌    | 铜牌                                           | 铜牌    |
| 100米    | 高亭宇 · 中国（CHN）                            | 9.35 GR    | Yevgeniy Koshkin · （KAZ）                     | 9.47    | 金俊昊 · 韩国（KOR）                           | 9.62    |
| 500米    | 高亭宇 · 中国（CHN）                            | 34.95      | 森重航 · 日本（JPN）                           | 34.97   | 金俊昊 · 韩国（KOR）                           | 35.03   |
| 1000米   | 宁忠岩 · 中国（CHN）                            | 1:08.81 AR | 车旼奎 · 韩国（KOR）                           | 1:09.63 | 廉子文 · 中国（CHN）                           | 1:09.68 |
| 1500米   | 宁忠岩 · 中国（CHN）                            | 1:45.85 GR | 山田和哉 · 日本（JPN）                         | 1:47.55 | 小岛良太 · 日本（JPN）                         | 1:48.47 |
| 5000米   | 吴宇 · 中国（CHN）                              | 6:27.82    | 刘瀚彬 · 中国（CHN）                           | 6:29.93 | 哈那哈提·木哈买提 · 中国（CHN）                | 6:31.54 |
| 团体竞速 | 中国（CHN） · 高亭宇 · 廉子文 · 宁忠岩          | 1:19.22    | 韩国（KOR） · 车旼奎 · Cho Sang-hyeok · 金俊昊 | 1:20.48 | 日本（JPN） · 倉坪克拓 · 森重航 · 山田和哉     | 1:20.72 |
| 团体追逐 | 中国（CHN） · 哈那哈提·木哈买提 · 刘瀚彬 · 吴宇 | 3:45.94    | 韩国（KOR） · 郑在源 · 李承勳 · Park Sang-eon  | 3:47.99 | 日本（JPN） · 蟻戶一永 · 笠原光太朗 · 森野太阳 | 3:52.93 |

### 女子
| 项目     | 金牌                                          | 金牌    | 银牌                                         | 银牌    | 铜牌                                                             | 铜牌    |
| 100米    | 李娜賢 · 韩国（KOR）                          | 10.501  | 金旼鲜 · 韩国（KOR）                         | 10.505  | 陳映竹 · 中华台北（TPE）                                         | 10.51   |
| 500米    | 金旼鲜 · 韩国（KOR）                          | 38.24   | 李娜賢 · 韩国（KOR）                         | 38.33   | 田芮寧 · 中国（CHN）                                             | 38.57   |
| 1000米   | 韩梅 · 中国（CHN）                            | 1:15.85 | 殷琦 · 中国（CHN）                           | 1:16.08 | 李娜賢 · 韩国（KOR）                                             | 1:16.39 |
| 1500米   | 韩梅 · 中国（CHN）                            | 1:57.58 | 杨滨瑜 · 中国（CHN）                         | 1:58.06 | 殷琦 · 中国（CHN）                                               | 1:58.09 |
| 3000米   | 杨滨瑜 · 中国（CHN）                          | 4:08.54 | 韩梅 · 中国（CHN）                           | 4:09.06 | 太智恩 · 中国（CHN）                                             | 4:12.01 |
| 团体竞速 | 韩国（KOR） · 金敏知 · 金旼鲜 · 李娜賢        | 1:28.62 | 中国（CHN） · 韩梅 · 田芮宁 · 于诗惠         | 1:28.85 | （KAZ） · 娜杰日达·莫罗佐娃 · Kristina Silaeva · Darya Vazhenina | 1:30.12 |
| 团体追逐 | 中国（CHN） · 阿合娜尔·阿达克 · 韩梅 · 杨滨瑜 | 3:02.75 | 日本（JPN） · 小坂凛 · 小野寺优奈 · 高桥侑花 | 3:05.52 | 韩国（KOR） · Jeong Yu-na · Kim Yoon-ji · 朴智玗                 | 3:10.47 |

## 参赛代表团
以下是速度滑冰项目的参赛代表团：
- 中国（20）
- 中华台北（2）
- 中国香港（2）
- 印度（9）
- 日本（19）
- （20）
- 韩国（20）
- 科威特（4）
- 蒙古（2）
- 泰国（1）
- （1）